# 布拉维尼亚克
布拉维尼亚克（法語：Blavignac，法語發音：[blaviɲak]）是法国洛泽尔省的一个市镇，属于芒德区。

## 地理
布拉维尼亚克（44°53'8"N, 3°17'12"E）面积13.83 平方千米，位于法国奧克西塔尼大區洛泽尔省，该省份为法国南部内陆省份，北起上盧瓦爾省和康塔爾省，西接阿韦龙省，南至加尔省，东临阿尔代什省。
与布拉维尼亚克接壤的市镇（或旧市镇、城区）包括：圣莱热迪马尔济约、勒马尔济约维尔、旧圣皮埃尔、圣谢利达普谢、阿尔巴雷圣玛丽、绍亚克。

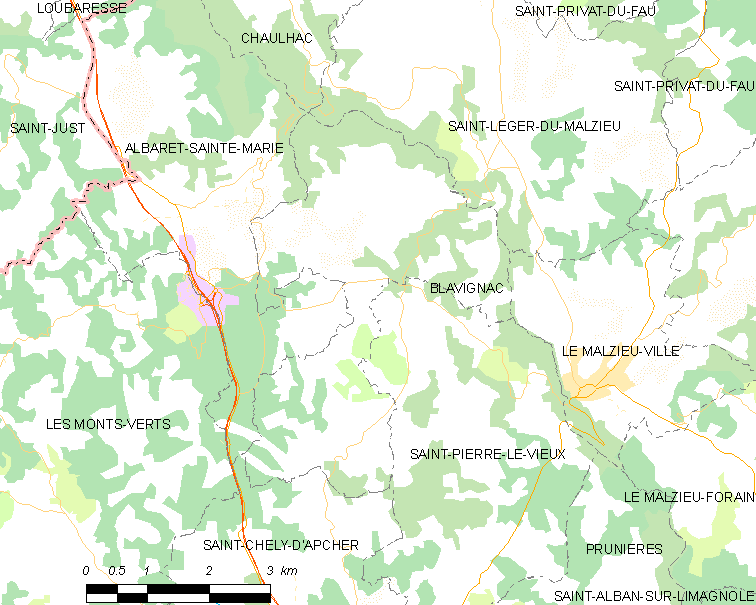
布拉维尼亚克的OSM定位图

布拉维尼亚克的时区为UTC+01:00、UTC+02:00（夏令时）。

## 行政
布拉维尼亚克的邮政编码为48200，INSEE市镇编码为48026。

## 政治
布拉维尼亚克所属的省级选区为圣谢利达普谢县。

## 人口

1962-2008年间布拉维尼亚克人口变化图示

布拉维尼亚克于2022年1月1日时的人口数量为257人。